# Dipturus amphispinus
Dipturus amphispinus  (лат.) — вид хрящевых рыб семейства ромбовых скатов отряда скатообразных. Обитают в тропических водах центрально-западной части Тихого океанов. Встречаются на глубине до 606 м. Их крупные, уплощённые грудные плавники образуют диск в виде ромба со удлинённым и заострённым рылом. Максимальная зарегистрированная длина 89,7 см.

## Таксономия
Впервые вид был научно описан в 2013 году. Голотип представляет собой неполовозрелого самца длиной 65,7 см, найденного на рыбном рынке в Дипологе, Филиппины. Видовой эпитет происходит от слов др.-греч. ἀμφί — «с обеих сторон», «вокруг» и лат. spinus — «шип».

## Ареал
Эти пелагические неретические скаты являются эндемиками вод, омывающих Филиппины.

## Описание
Широкие и плоские грудные плавники этих скатов образуют ромбический диск с округлым рылом и закруглёнными краями. На вентральной стороне диска расположены 5 жаберных щелей, ноздри и рот. На длинном хвосте имеются латеральные складки. У этих скатов 2 редуцированных спинных плавника и редуцированный хвостовой плавник.
Вдоль средней линии задней части диска пролегают два параллельных ряда шипов, направленных назад и в вбок. Ширина диска в 1,2 раза больше длины и равна 67—72 % длины тела. Удлинённое и заострённое рыло образует угол 73—76°. Длина хвоста зависит от пола, у самок она составляет 0,7, а у самцов 0,8—0,9 расстояния от кончика рыла до клоаки. Хвост довольно тонкий. Ширина хвоста в средней части равна 1,2—1,6 его высоты и 1,2—1,7 у основания первого спинного плавника. Расстояние от кончика рыла до верхней челюсти составляет 18—24 % длины тела и в 2,2—3,0 раза превосходит дистанцию между ноздрями. Длина головы по вентральной стороне равна 33—38 % длины тела. Длина рыла в 3,5—4,2 превосходит, а диаметр глаза равен 52—74 % межглазничного пространства. Высота первого спинного плавника в 1,7—2,1 раза больше длины его основания. Расстояние между началом основания первого спинного плавника и кончиком хвоста в 3,5—4,0 раза превосходит длину его основания и в 3,1—4,0 длину хвостового плавника. Брюшные плавники среднего размера. У половозрелых самцов длина задней лопасти составляет 16—17 %, а длина класперов 23—25 % длины тела, длина передней лопасти равна 74—75 % длины задней лопасти. Передний край диска с обеих сторон покрыт узкой колючей полосой. Имеется по 1—2 лопаточных шипа и ряд предлопаточных колючек. У самцов хвост покрыт рядом колючек . У самок имеются дополнительные латеральные ряды колючек. Грудные плавники образованы 83—85 лучами. Количество позвонков 137—140. На верхней челюсти имеются 28—33, а на нижней 33 зубных ряда. Дорсальная поверхность диска коричневатого цвета. Вентральная поверхность бледнее и покрыта пятнами. Чувствительные поры, расположенные на вентральной стороне диска, имеют тёмную окантовку. Максимальная зарегистрированная длина 89,7 см.

## Взаимодействие с человеком
Эти скаты не являются объектом целевого промысла. Международный союз охраны природы ещё не оценил охранный статус вида.